# 云南省司法厅
云南省司法厅是云南省人民政府的组成部门、主管云南省司法行政工作的省级司法行政机关。

## 历史沿革
1955年3月17日，成立云南省司法厅。1957年6月，云南省司法厅与云南省高级人民法院合署办公。1959年4月，中华人民共和国司法部撤销。同年7月，云南省司法厅也随之撤销。1979年11月17日，云南省司法厅在五一路253号揭牌成立。

## 机构设置

### 内设机构
- 办公室（云南省司法行政系统应急处突指挥中心）
- 法治调研与督察处（政策研究室）
- 立法一处
- 立法二处
- 监狱戒毒工作指导处
- 社区矫正管理处
- 行政复议与应诉一处
- 行政复议与应诉二处
- 行政复议与应诉三处
- 行政执法协调监督处（行政审批处）
- 普法与依法治理处
- 人民参与和促进法治处
- 公共法律服务管理处
- 律师工作管理处
- 装备财务保障处
- 科技信息处
- 审计处
- 干部处
- 人事警务处（警务督察总队）
- 组织培训处
- 省委依法治省办秘书处
- 政治部（警务处）
- 机关党委（社会组织党建办）
- 离退休人员办公室

### 直属事业单位
- 云南省监狱管理局
- 云南省戒毒管理局
- 云南省政法干部学校
- 云南省政府法制研究中心